# Ruisseau de Rouette
Le ruisseau de Rouette est un cours d'eau ardennais de Belgique, affluent de l'Ourthe occidentale faisant partie du bassin versant de la Meuse. Il coule entièrement en province de Luxembourg.

## Parcours
Ce ruisseau prend sa source à l'ouest de Bastogne autour d'échangeur autoroutier entre la route nationale 4 et l'autoroute E25 par le biais de quelques petits ruisseaux qui se réunissent bientôt au petit village de Savy et prennent la direction du nord-ouest. Le cours d'eau pénètre dans la commune de Bastogne, baigne le château de Rolley (étangs), passe sous Champs, Rouette (moulin et étangs) et Givry, serpente à travers bois et prairies vers les anciens moulins à eau de Gives et de Rahimont jusqu'au confluent avec l'Ourthe occidentale sous Béthomont à une altitude de 303 m. Le ruisseau coule sur une longueur approximative de 15 kilomètres.